# Reginald Rose
Reginald Rose (New York, 10 dicembre 1920 – Norwalk, 19 aprile 2002) è stato uno sceneggiatore statunitense noto principalmente per il suo lavoro nei primi anni della fiction televisiva. Il lavoro di Rose è caratterizzato dal suo trattamento di questioni sociali e politiche controverse.
Il suo approccio realistico ha contribuito a creare il dramma, che è stato particolarmente influente nei programmi televisivi del 1950.

## Biografia
Nato a Manhattan, Rose frequentò la Townsend High School e per un breve periodo il  City College prima di arruolarsi nell'esercito americano tra il 1942 e il 1946, dove divenne tenente.
Rose si sposò due volte; con Barbara Langbart nel 1943, con la quale ebbe quattro figli e con Ellen McLaughlin nel 1963, dalla quale ebbe due figli. Morì nel 2002 per le complicazioni dovute ad un'insufficienza cardiaca.

### Televisione
Realizzò la sua prima sceneggiatura,  Bus to Nowhere , nel 1950 per la  CBS, per la quale ha scritto  La parola ai giurati  quattro anni dopo. Quest'ultimo dramma, ambientato interamente in una stanza dove un giuria deve decidere il destino di un adolescente accusato di omicidio, è stato ispirato da un servizio di Rose su un reale processo che fu poi trasformato in un film in bianco e nero.
Rose ricevette un Emmy per il suo copione e un Oscar  per il suo  La parola ai giurati  film del 1957 e per tutte e tre le principali  reti televisive tra il 1950 e il 1980. Egli ideò e scrisse la serie televisiva del 1961  I Difensori , un dramma giudiziario settimanale tratto da uno degli episodi di  La parola alla difesa  che avrebbe poi vinto due premi Emmy per la scrittura drammatica.

### Ai confini della realtà
Il suo copione  The Incredible World of Horace Ford  fu la base per la realizzazione di un episodio di  Ai confini della realtà  nel 1963 interpretato da Pat Hingle, Nan Martin e Ruth White. L'episodio fu trasmesso il 18 aprile 1963 dalla CBS come quindicesimo episodio della quarta stagione. Il tema trattava di come il passato viene sempre glorificato a causa della repressione e l'autocensura degli aspetti negativi: ricordiamo il bene, mentre si dimentica il male. Il copione era in origine apparso come un episodio di  Studio One  nel 1955.

### Cinema
Rose debuttò come sceneggiatore con Delitto nella strada (1956), che fu un adattamento del suo The Elgin Hour del 1955. Realizzò quattro film con il produttore britannico Euan Lloyd: I 4 dell'Oca selvaggia, L'oca selvaggia colpisce ancora, Chi osa vince e I 4 dell'Oca selvaggia II.

## Teatro
- The Porcelain Year (1950)
- La parola ai giurati  (1954)
- Sacco-Vanzetti Story (1960)
- Black Monday (1962)
- Dear Friends (1968)
- This Agony, This Triumph (1972)

## Filmografia parziale

### Cinema
- Delitto nella strada (Crime in the Streets), regia di Don Siegel (1956)
- I 4 dell'Oca selvaggia (The Wild Geese), regia di Andrew V. McLaglen (1978)
- L'oca selvaggia colpisce ancora  (The Sea Wolves), regia di Andrew V. McLaglen (1980)
- Di chi è la mia vita? (Whose Life Is It Anyway?), regia di John Badham (1981)
- Chi osa vince  (Who Dares Wins), regia di Ian Sharp (1982)
- I 4 dell'Oca selvaggia II (Wild Geese II), regia di Peter Hunt (1985)